# Corinna ducke
Corinna ducke är en spindelart som beskrevs av Alexandre B. Bonaldo 2000. Corinna ducke ingår i släktet Corinna och familjen flinkspindlar. Inga underarter finns listade i Catalogue of Life.